# Il re ne comanda una
Il re ne comanda una è un romanzo di Stelio Mattioni, dai toni favolistici, pubblicato nel 1968.

## Trama
Tina, moglie di Franco, fugge insieme alle sue due figlie, Pupetta e Millina dal marito alcolizzato. Trova rifugio presso Orlando, il quale vive e domina una comunità un po' famiglia e un po' fabbrica ed è sempre alla ricerca di nuove compagne.
Franco scrive lettere minacciose alle quali, come alle proposte di Orlando, Tina resiste. Alla fine Millina tornerà dal padre, mentre Pupetta sarà sedotta da Orlando.

## Edizioni
- Stelio Mattioni, Il re ne comanda una, Milano, Adelphi, 1968,  p. 288.
- Stelio Mattioni, Il re ne comanda una, Roma, Cliquot, 2019, p. 248, isbn 9788899729240.

## Riconoscimenti
- Nel 1969 il libro ha vinto il Premio Selezione Campiello.[1]